# 安娜·庫妮可娃
安娜·謝爾蓋耶芙娜·庫妮可娃（1981年6月7日—），俄裔已退役網球手，暱稱「库娃」，最高世界排名单打第8、双打第1。
当年她是全世界最红最具商业价值的女子体育人物，也是网球史上美女网球风潮的开创者，她与瑞士女子网球天后辛吉斯的双打搭档更被誉为“网球场上的最美风景”。

## 奖项荣誉
- 1995年10月，安娜·库尔尼科娃成为职业网球运动员。
- 1997年年7月，在英国举行的温布尔登网球公开赛上，安娜·库尔尼科娃打入女子单打前４名。
- 1999年年1月，澳网，安娜·库尔尼科娃与瑞士的玛蒂娜·辛吉斯合作，获得女子双打冠军。
- 1999年年6月6日，法网，与瑞士选手玛蒂娜·辛吉斯合作，获得女子双打亚军。
- 1999年年7月4日，温网，与瑞典的约纳斯·比约克曼合作，获得混合双打亚军。
- 1999年年11月21日，美國紐約舉行的国际网球赛，与瑞士的玛蒂娜·辛吉斯合作，获得女子双打冠军。

## 图库

庫妮可娃在悉尼。
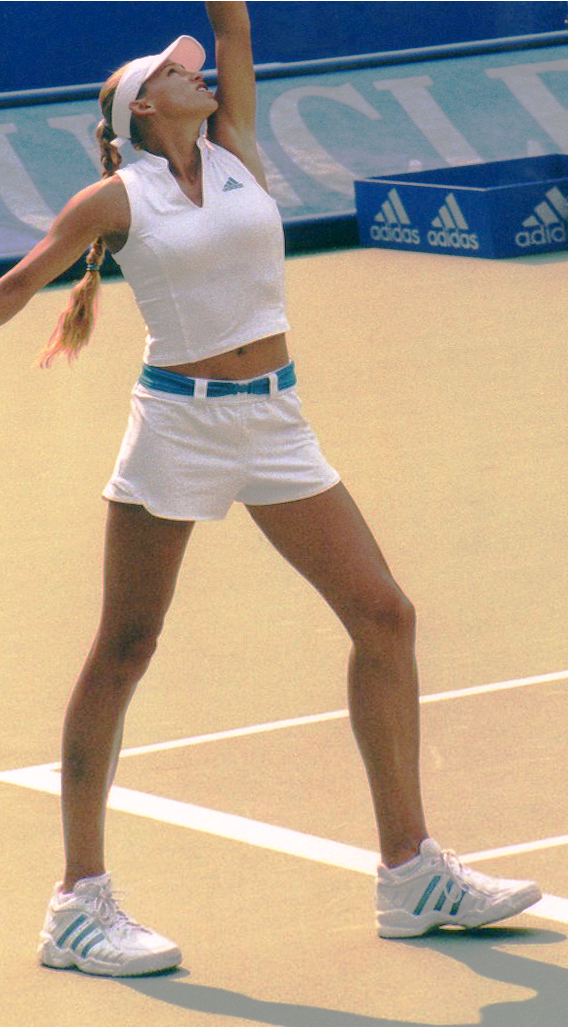
庫妮可娃在悉尼，2002年1月。
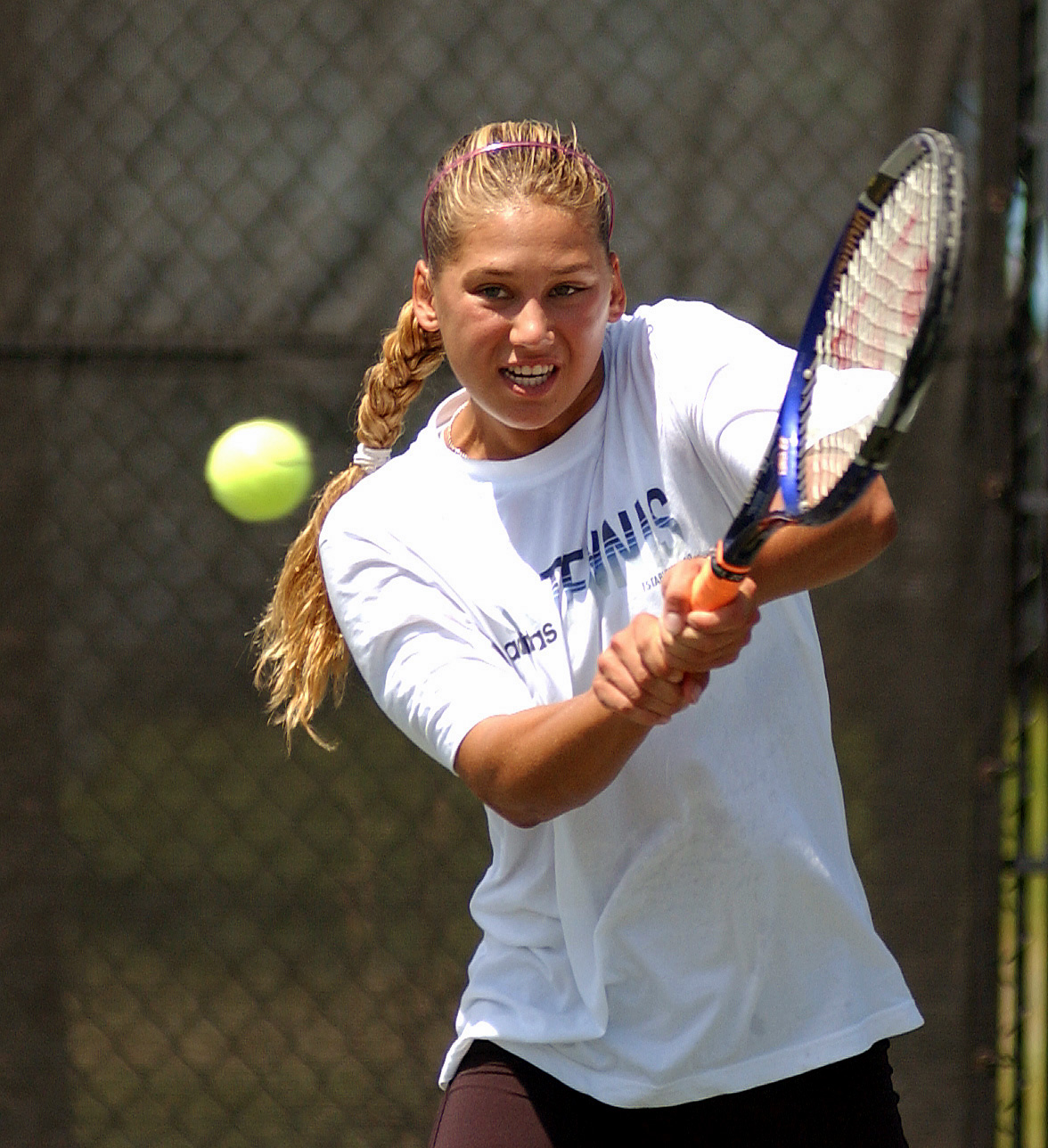
庫妮可娃南卡罗来纳州查尔斯顿。
庫妮可娃和搭档辛吉斯。
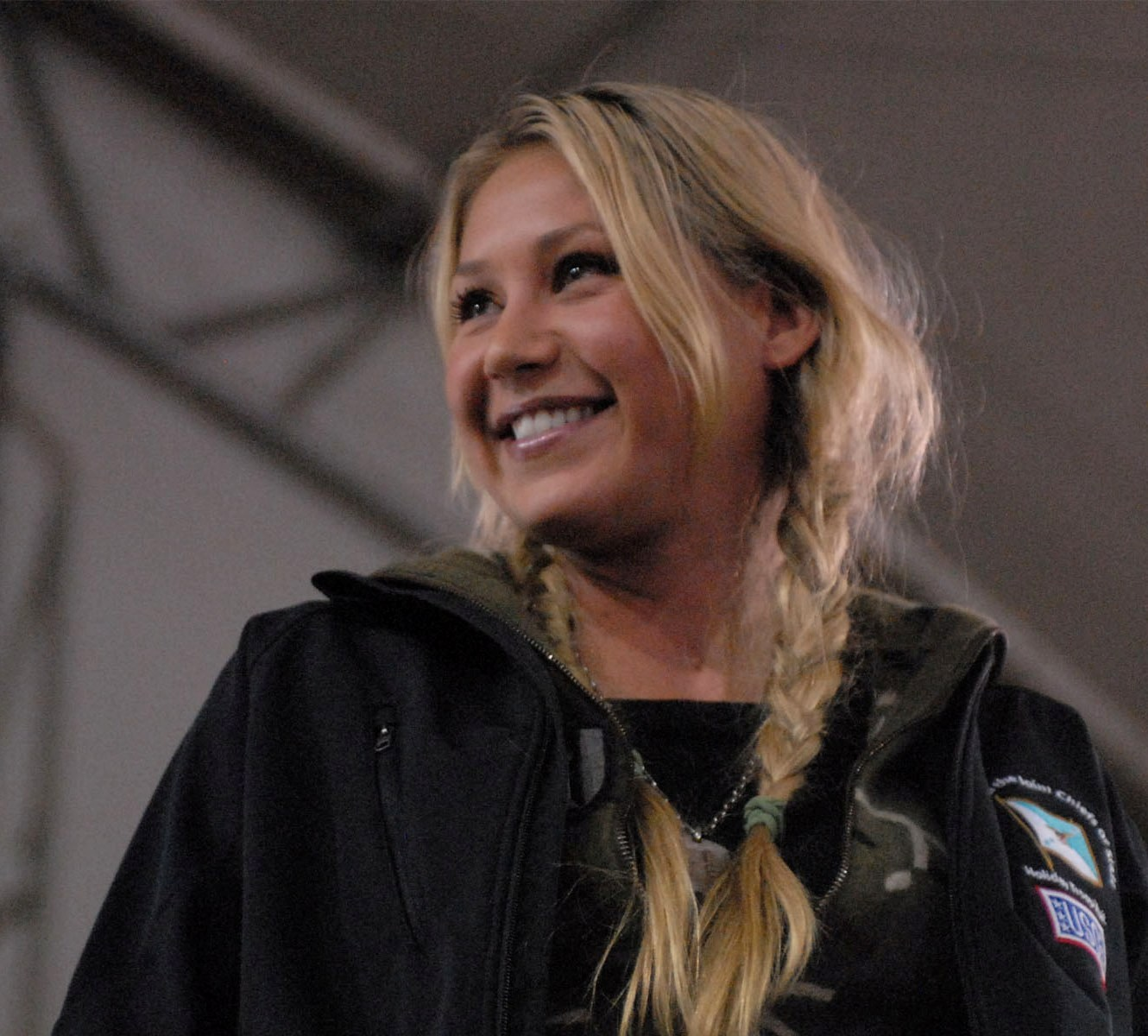
庫妮可娃，2009年12月15日。

## WTA廵廻賽

### 女單

#### 亞軍（4）
- 1998（1）- 邁阿密一級賽（索尼愛立信公開賽）
- 1999（1）- 希爾頓頭島一級賽（家庭生活圈盃）
- 2000（1）- 莫斯科一級賽（克里姆林盃）
- 2002（1）- 北京（中國公開賽）

### 雙打冠軍（16）
- 1998（1）- 東京（豐田公主盃）
- 1999（5）-  澳網、印第安泉一級賽（太平洋壽險盃）、羅馬一級賽（意大利國家勞工銀行賽）、英國伊斯特本（國際女子公開賽）、WTA年終賽
- 2000（6）- 澳洲黃金海岸（Mondial 澳洲女子硬地賽) 、漢堡、德國菲爾德爾斯塔特（保時捷大奬賽）、蘇黎世公開賽、費城（Avanta錦標賽）、WTA年終賽
- 2001（2）- 悉尼（Medibank International賽）、 莫斯科一級賽（克里姆林盃）
- 2002（2）- 澳網、北京（中國公開賽）

## 備註
1. ↑  俄語羅馬化：Anna Sergeyevna Kurnikova